# Genre

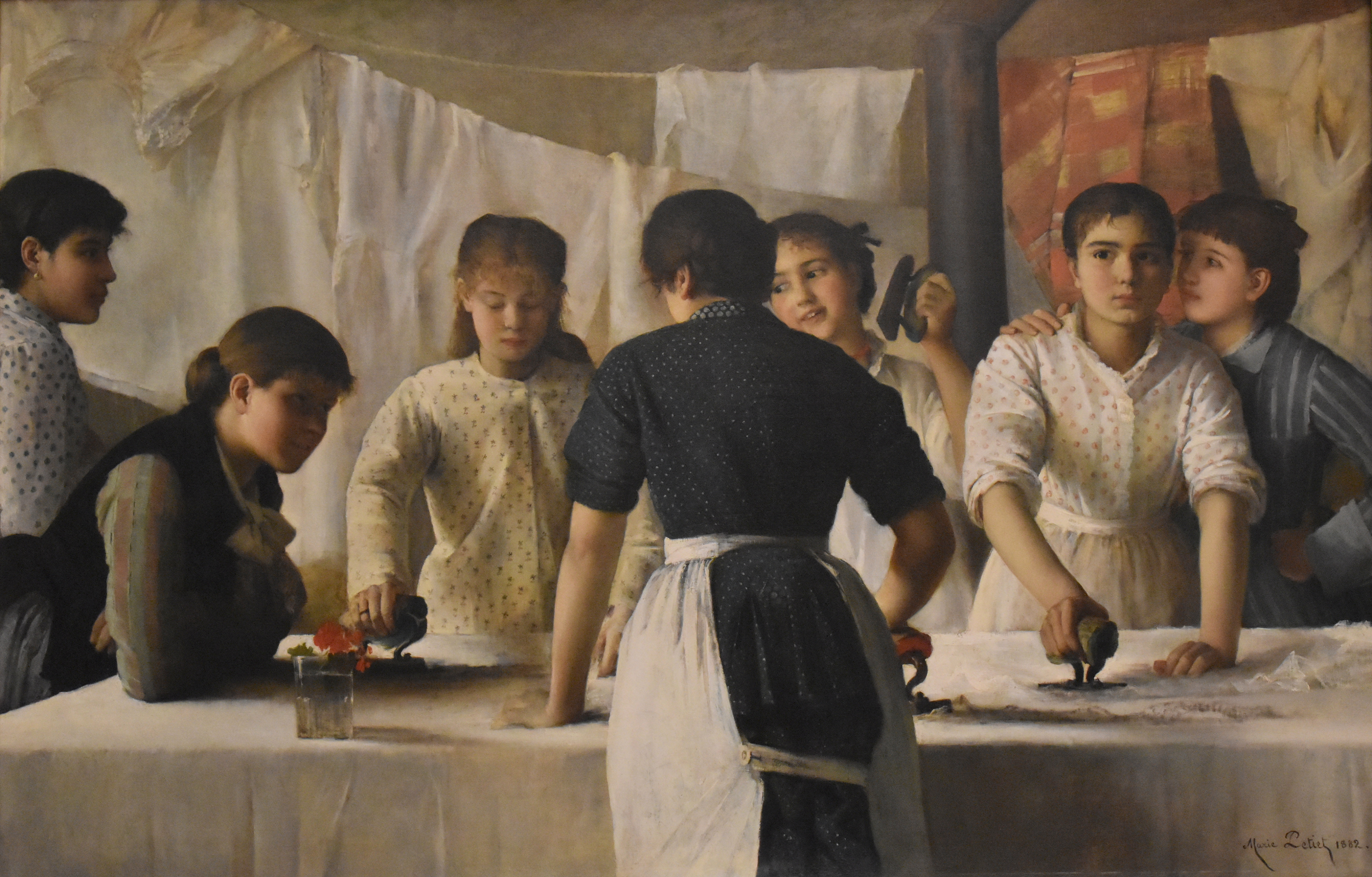
Bildende Kunst. Genremalerei. Marie-Louise Petiet: Die Wäscherinnen, 1882.

Das Genre (IPA: [ˈʒɑ̃ːʁə], anhörenⓘ) (von griechisch génos, lateinisch genus [Genitiv generis], französisch genre: Art, Beschaffenheit, Gattung, Geschlecht, Verschiedenheit, Redeweise, Stil, Strömung usw.; Mehrzahl: Genres) bezeichnet eine Klassifikation (Gebiet, Gruppe) künstlerischer Werke, die durch gemeinsame Eigenschaften wie Form, Inhalt, räumlicher Bezug, zeitlicher Bezug oder Stil gekennzeichnet sind. Genres gibt es in verschiedenen künstlerischen Bereichen: Bildende Kunst, Film, Fotografie, Journalismus, Literatur, Musik, Radio, Spiel, Textilindustrie und Theater.

## Genres in verschiedenen Bereichen

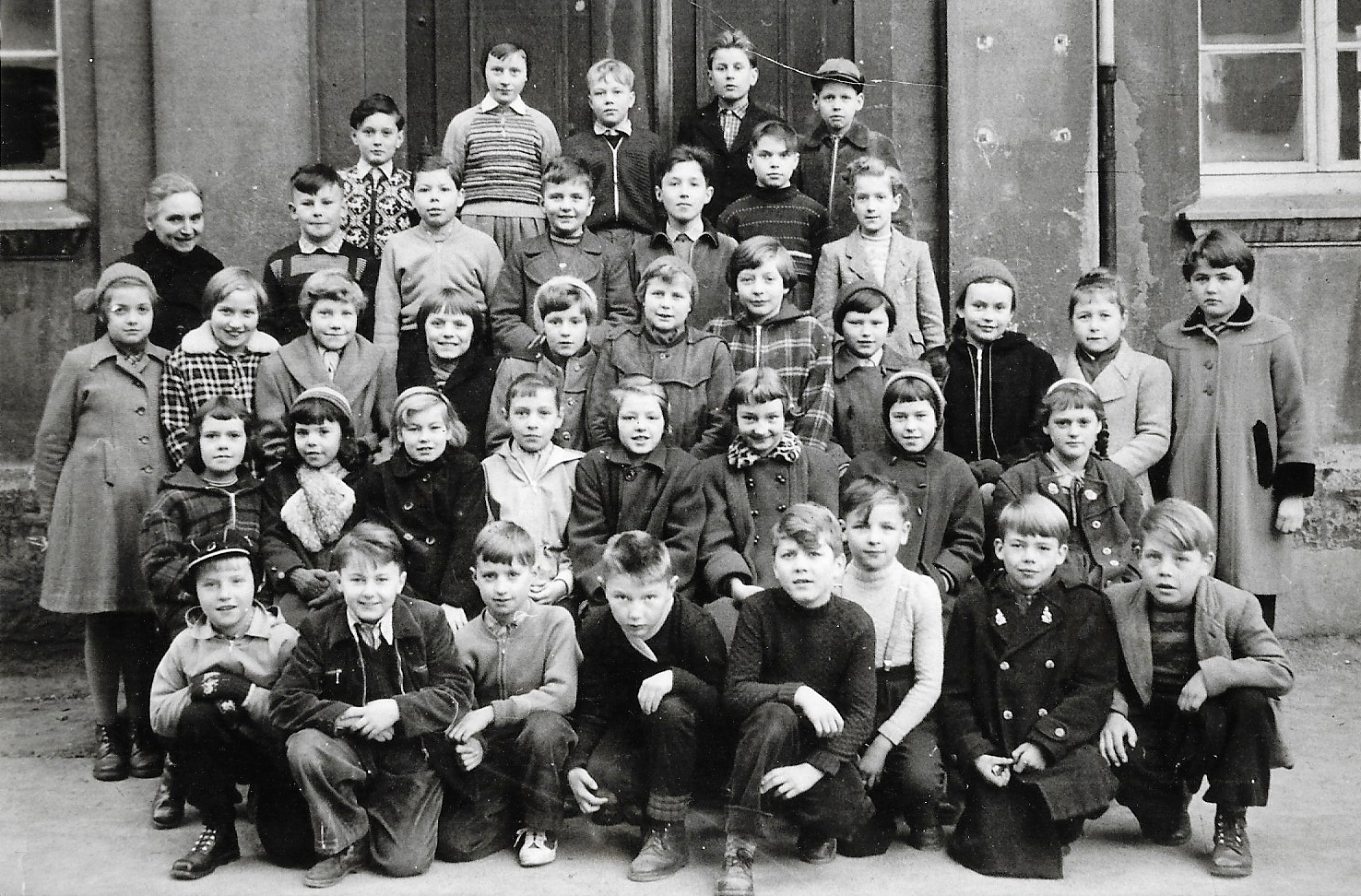
Fotografie. Klassenfoto von 1956 an der ehemaligen katholischen Weinhofschule in Hohenlimburg.

Genres gibt es in vielen künstlerischen Bereichen. Einige Genres gibt es nur in einem einzigen Bereich, wie etwa das Designergenre in der Textilindustrie oder Jump ‘n‘ Runs bei Computerspielen. Andere Genres hingegen ziehen sich durch verschiedene Bereiche. Das Abenteuer beispielsweise tritt als Computerspiel, Film oder Literatur auf und das Drama als Film, Literatur oder Theateraufführung.

### Bildende Kunst

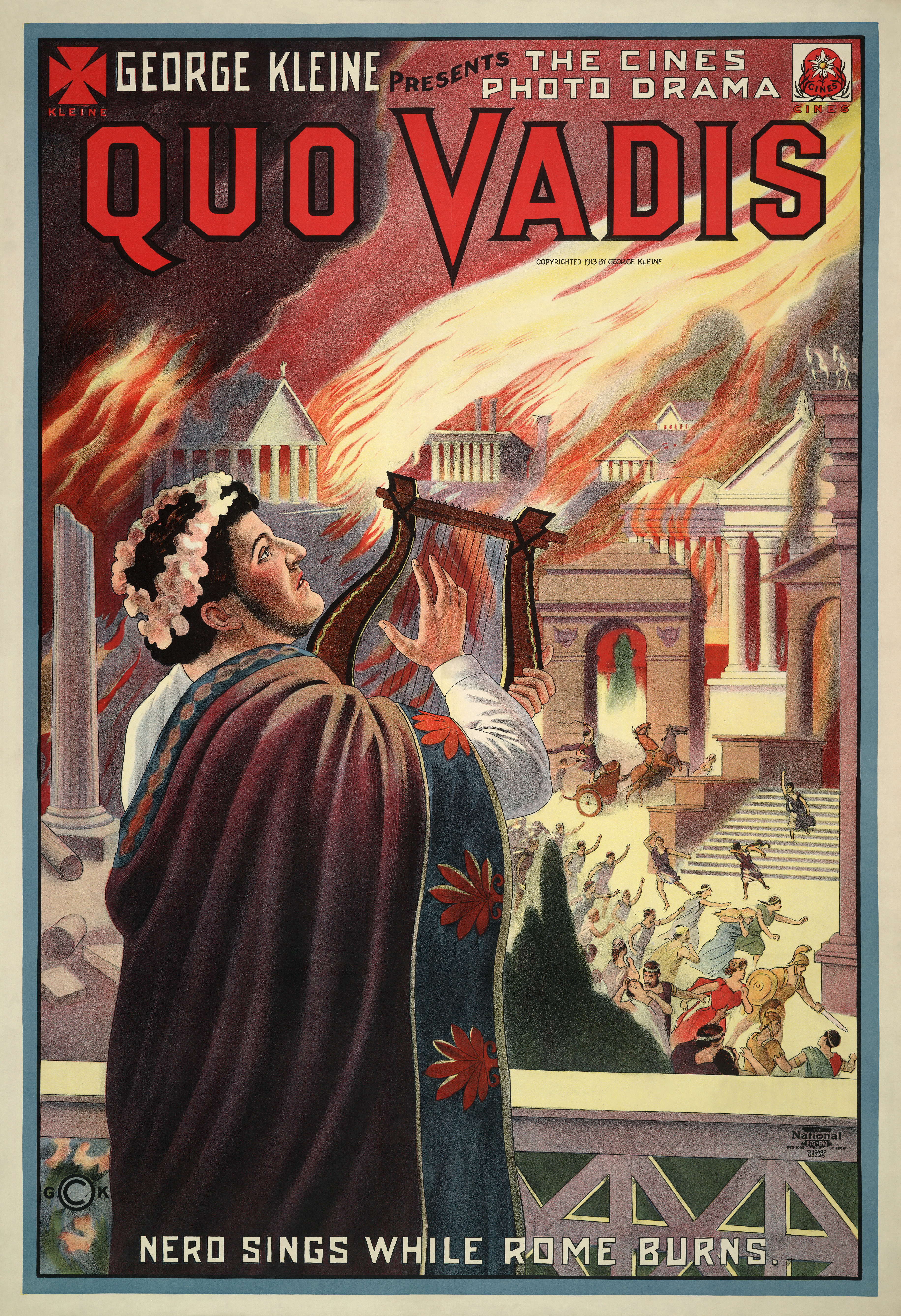
Plakat zum Film Quo Vadis, 1913.

Im weiteren Sinne bezeichnet Genre (meist: Bildgattung) in der bildenden Kunst ein thematisch-inhaltliches Gebiet, wie Historie, Landschaft, Porträt oder Stillleben. Im engeren Sinne versteht man unter Genre (auch Alltagsszene, Genremalerei, Sittenbild) eine bestimmte, einzelne Bildgattung, eine Gruppe von Kunstwerken, bei denen hauptsächlich zeitgenössische Szenen aus dem alltäglichen Leben bestimmter Berufsgruppen oder Gesellschaftsschichten wiedergegeben sind. Subgenres sind zum Beispiel Bauernhochzeit, galantes Fest oder Küchenstück.

### Film und Fernsehen
Die Einteilung der Filmgenres basiert auf Erzählform, Handlung, Schauplatz, Stimmung, Thema oder Zeit und deckt sich weitgehend mit Genres der Literatur. Filmgenres sind zum Beispiel Abenteuer, Dokumentarfilm, Drama, Erotik, Fantasy, Horror, Liebesfilm, Science-Fiction, Thriller oder Western. Das Fernsehen umfasst ähnliche Genres, aber auch spezifische Formen wie Reality-TV, Sitcom, Sportübertragung oder Talkshow.

### Fotografie
Genres in der Fotografie unterscheiden sich nach thematisch-inhaltlichen Gebieten. Es sind zum Beispiel Dokumentation, Fahndungsfoto, Hochzeit, Klassenfoto und Mode oder entsprechend den Bildgattungen der Malerei wie zum Beispiel Landschaft, Porträt oder Stillleben.

### Journalismus

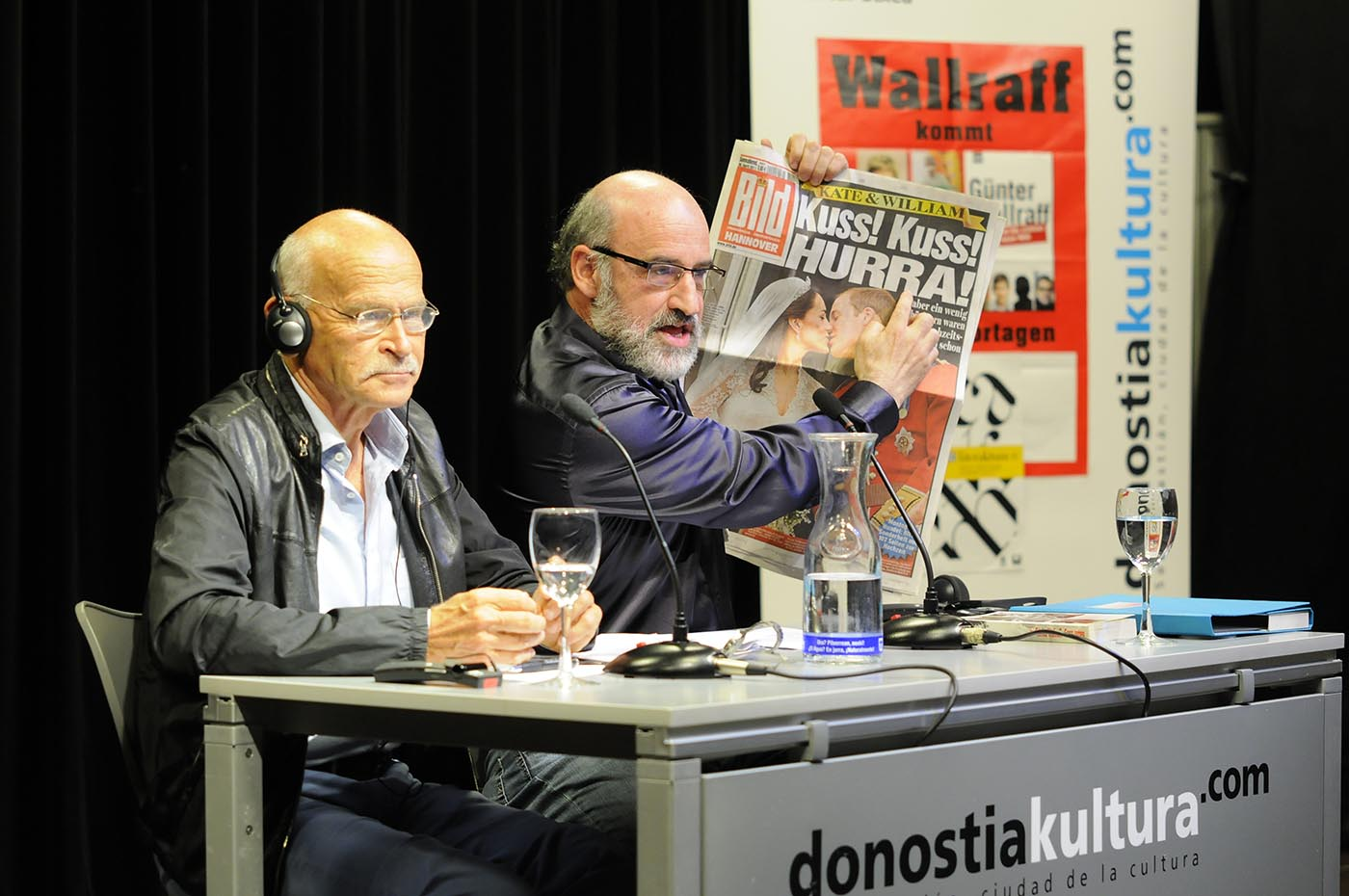
Journalismus. Enthüllungsjournalismus. Günter Wallraff und Fernando Aranburu beim Literaturfestival Literaktum Donostia – San Sebastián / Nordspanien 2011.

Das journalistische Genre (auch journalistische Darstellungsform, journalistische Mitteilungsweise) beschreibt die jeweils spezielle methodisch-konzeptionelle Herangehensweise der journalistischen Arbeit. Diese kann eher deskriptiv-kritisch sein, also vorgefundene Zustände offenlegen und kritisieren. Dazu gehören zum Beispiel der Boulevardjournalismus, Enthüllungsjournalismus (Investigativer Journalismus) oder die Kriegsberichterstattung. Oder die Herangehensweise kann eher normativ sein, also Ansichten und Meinungen einer einzelnen Person, einer Journalistin, eines Journalisten oder Medienhauses wiedergeben. Dazu gehören zum Beispiel Interview, lösungsorientierter Journalismus (Solutions Journalism) oder Wissenschaftsjournalismus (Science Journalism).

### Literatur

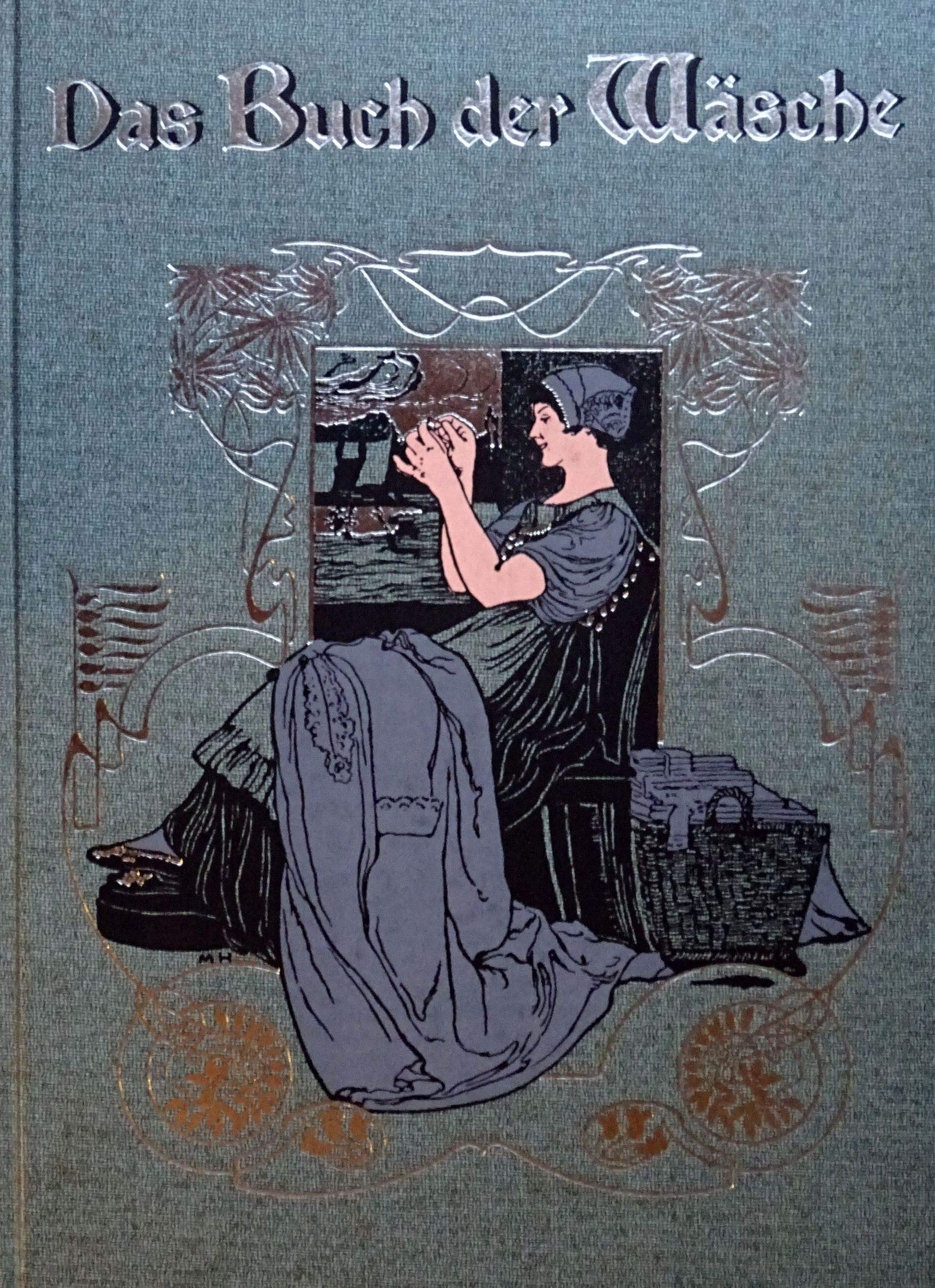
Literatur. Sachbuch. Brigitta Hochfelden: Das Buch der Wäsche. 1896.

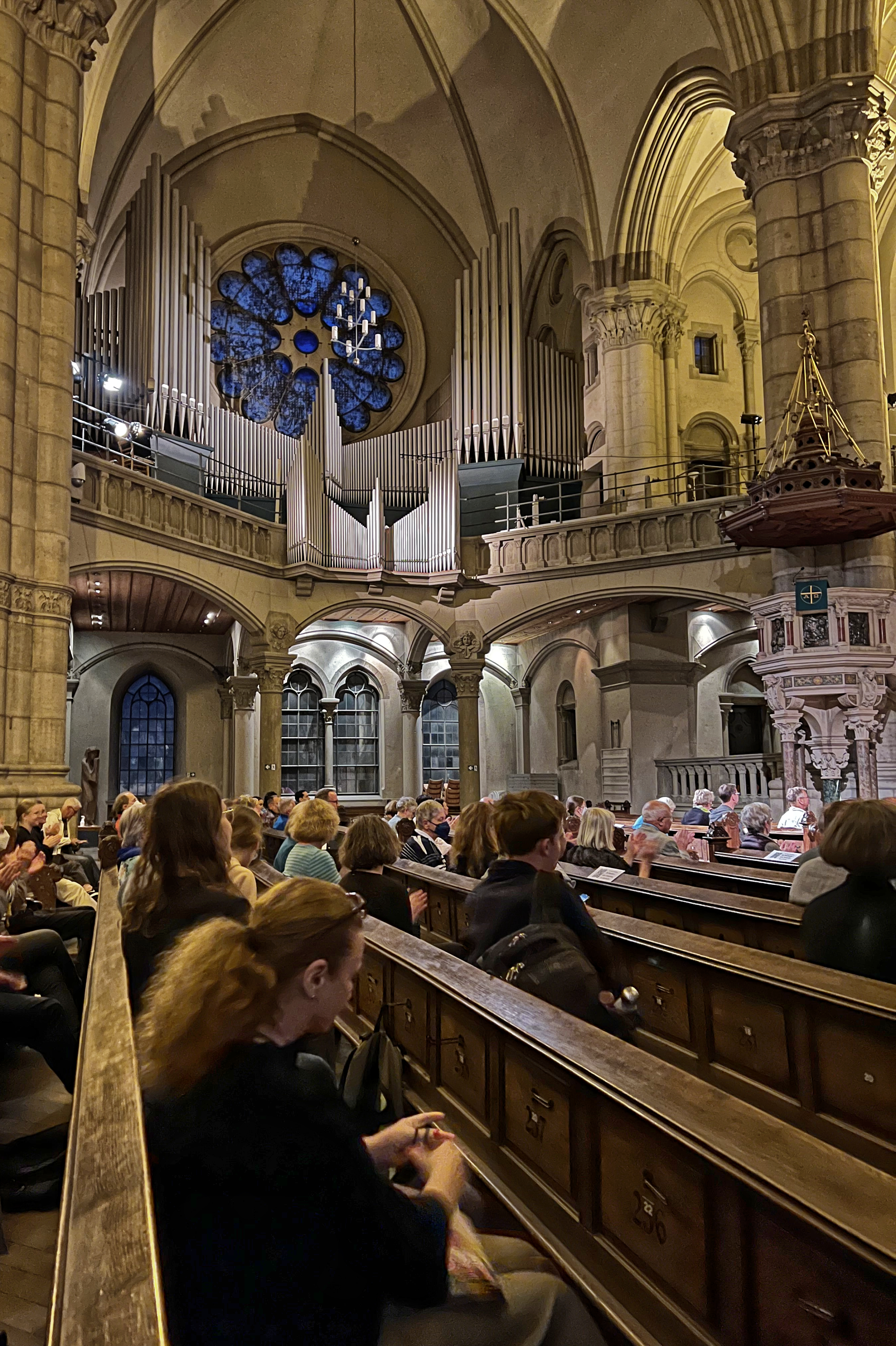
Musik: Orgelkonzert in München 2022.

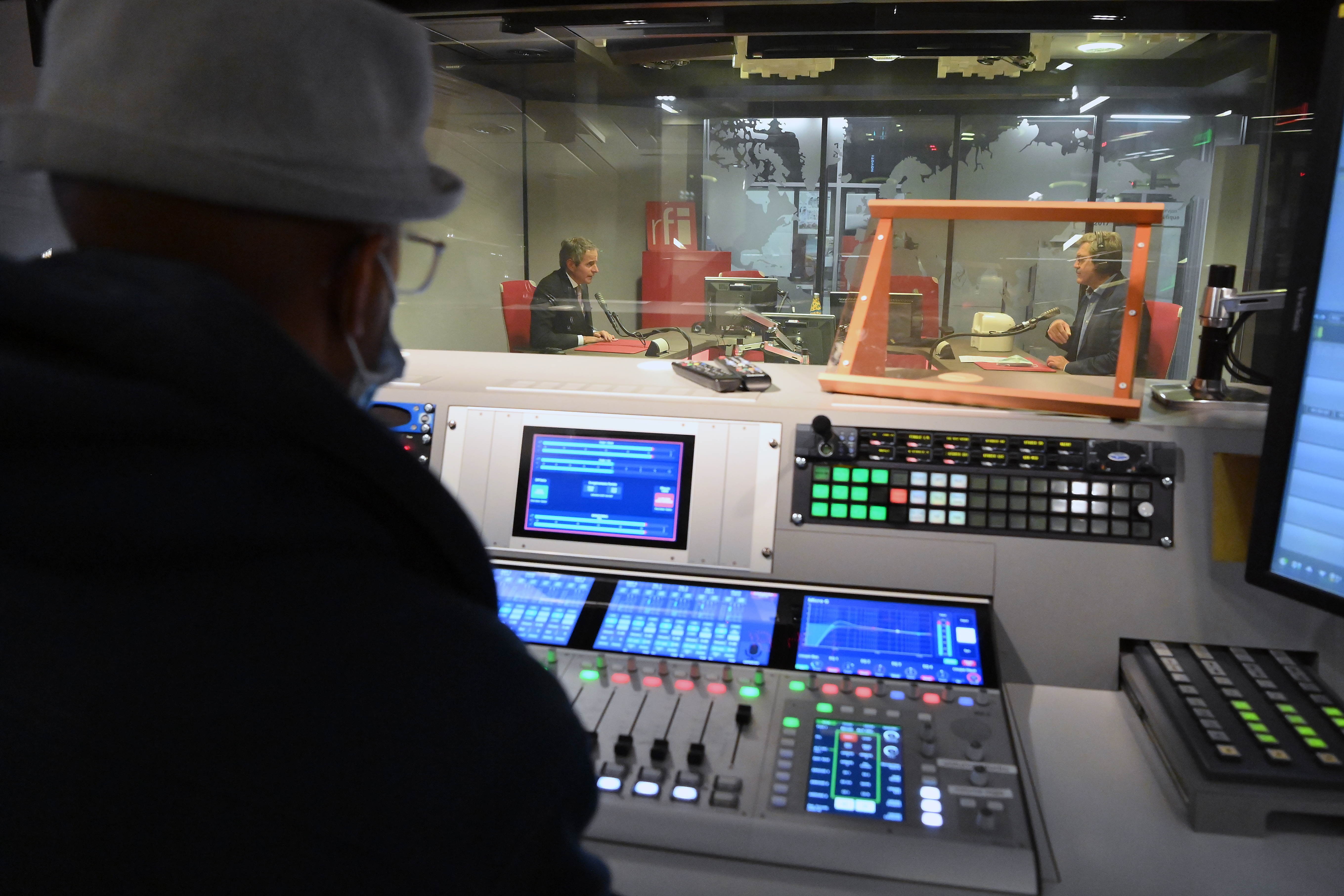
Radio. Interview im französischen Radiosender RFI (Radio France Internationale) 2021.

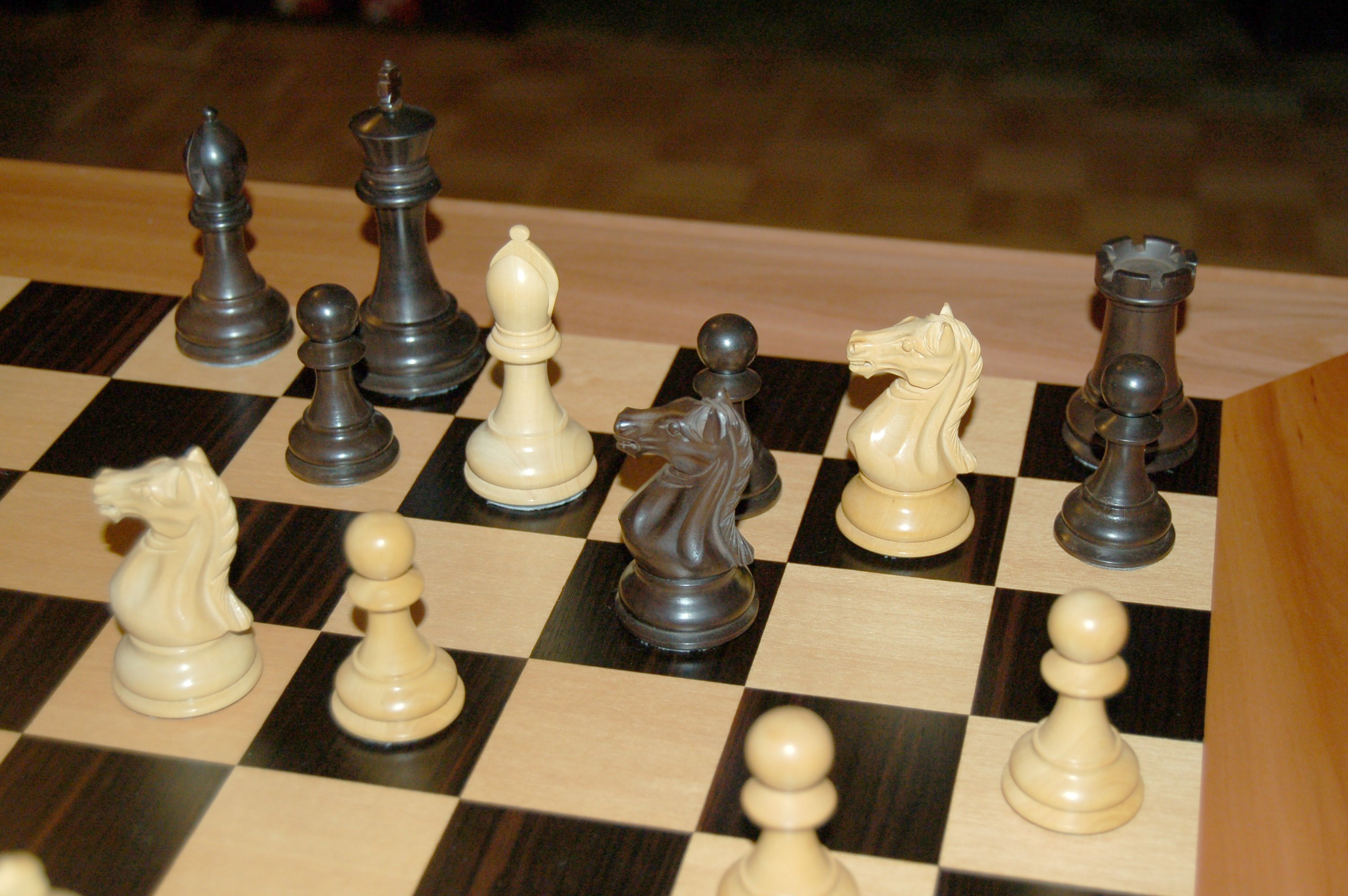
Spiel: Schach

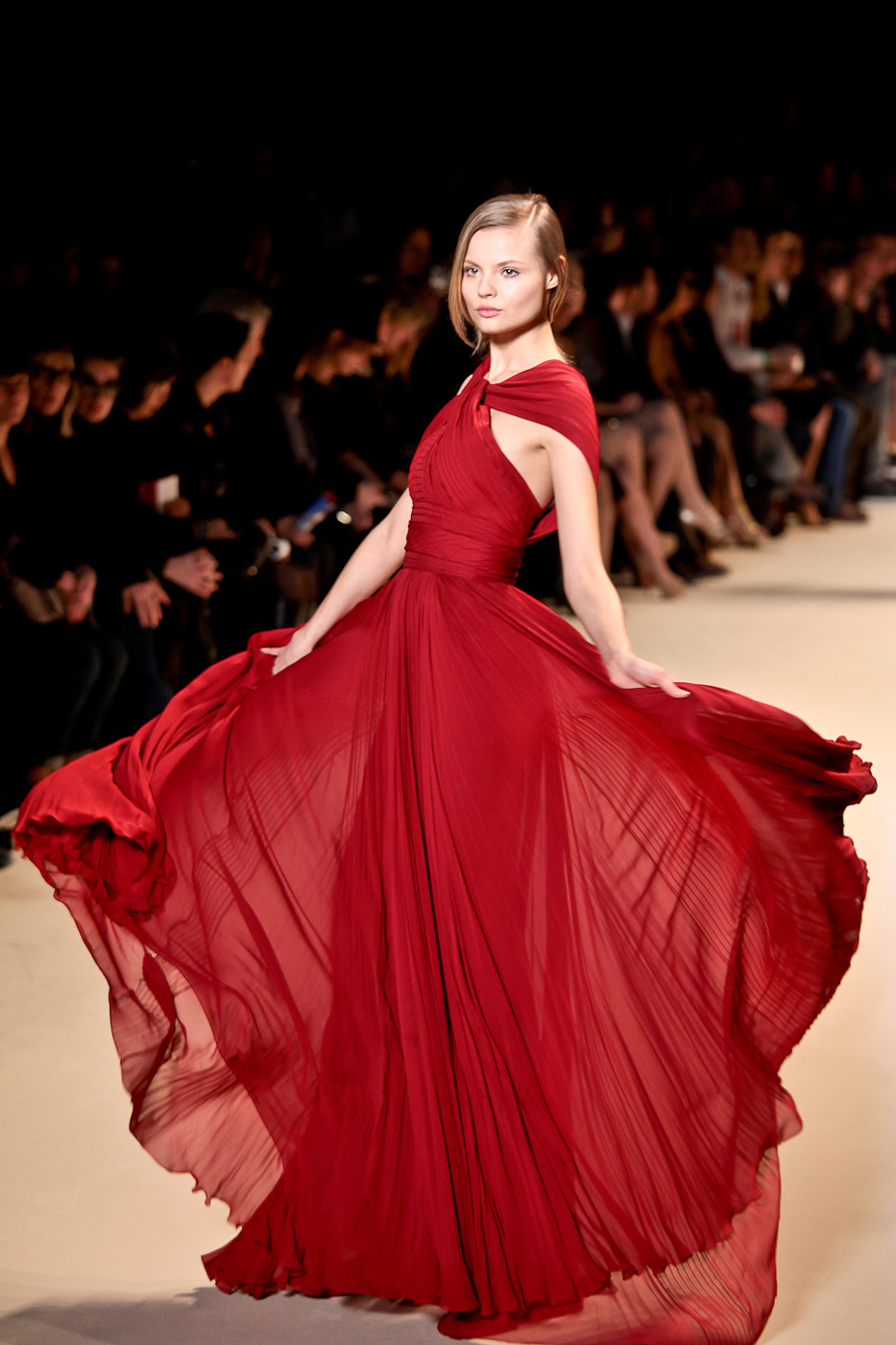
Textilindustrie. Designermode. Haute Couture von Elie Saab bei der Fashion Week in Paris im Herbst 2011.

### Musik
Ein Musikgenre (auch Genre der Musik, Kompositionstyp, Musikgattung) bezeichnet die Klassifikation von Musikstücken hauptsächlich nach Funktion (Gesellschaft, Kirche, Theater, Unterhaltung usw.), verwendeten Texten (Prosa, Vers usw.), Instrumentation (Orchester, elektronische Instrumente, A cappella usw.), Historie (Epochen, Strömungen, Gruppen usw.) oder Region (abendländisch, afro-amerikanisch usw.). Wichtige Genres sind Blues, elektronische Musik, Jazz, Klassik (klassische Musik), Popmusik und Rock. Diese lassen sich wiederum in zahlreiche Subgenres unterteilen, wie zum Beispiel Barockmusik innerhalb der Klassik, Hard Rock oder Heavy Metal innerhalb des Rock oder Blues, Gospel, Jazz oder Rhythm and Blues innerhalb der afro-amerikanischen Blues-Musik.

### Radio
Ein Radiogenre bezeichnet die Klassifikation von Radiosendungen vor allem nach Inhalt (Hörspiel, Kultur und Literatur, Nachrichten, Talkshow, Sport, Verkehrsfunk usw.), Musikstil (Jazz, Klassik, Pop, Rock, Volksmusik usw.) oder Sendezeit (Morgenshow, Late-Night-Programm usw.). Subgenres des Hörspiels sind unter anderem Kinderhörspiel, Kriminalhörspiel oder Originalton-Hörspiel.

### Spiel
Zu den Spielgenres gehören unter anderem Konstruktionsspiel (Bausteine, Knet usw.), Rollenspiel (Mutter-Vater-Kind, Schule usw.) oder Regelspiel (Sport, Gesellschaftsspiel usw.). Seit Anfang der 70er Jahre gibt es Computer- und Videospiele, die sich zum weltweit sehr bedeutsamen Wirtschaftszweig entwickelten. Bis Mai 2024 wurden von dem beliebten Spiel Minecraft 300 Millionen Exemplare verkauft. Computerspiele werden nach Inhalt, Spielmechanik (Gameplay-Mechanik) und Zielen klassifiziert. Genres sind zum Beispiel Actionspiel, Abenteuer, Geschicklichkeitsspiel, Jump ’n’ Run (springen und rennen), Simulation, Strategie oder Puzzle.

### Textilindustrie
→ Siehe auch: Genre (Textilindustrie)
Das Genre in der Bekleidungsindustrie ist gekennzeichnet durch Preis, Stückzahl, modisches Niveau und Qualität. Die Kategorien reichen vom sogenannten unteren Genre (auch Stapel-, Verkaufs- oder Konsumgenre) mit einfacher Kleidung bis zum Designergenre mit exklusiven Materialien, aufwändiger Verarbeitung und avantgardistischem Design, in geringen Stückzahlen und zu sehr hohen Preisen.

### Theater
→ Siehe auch: Theatergenre

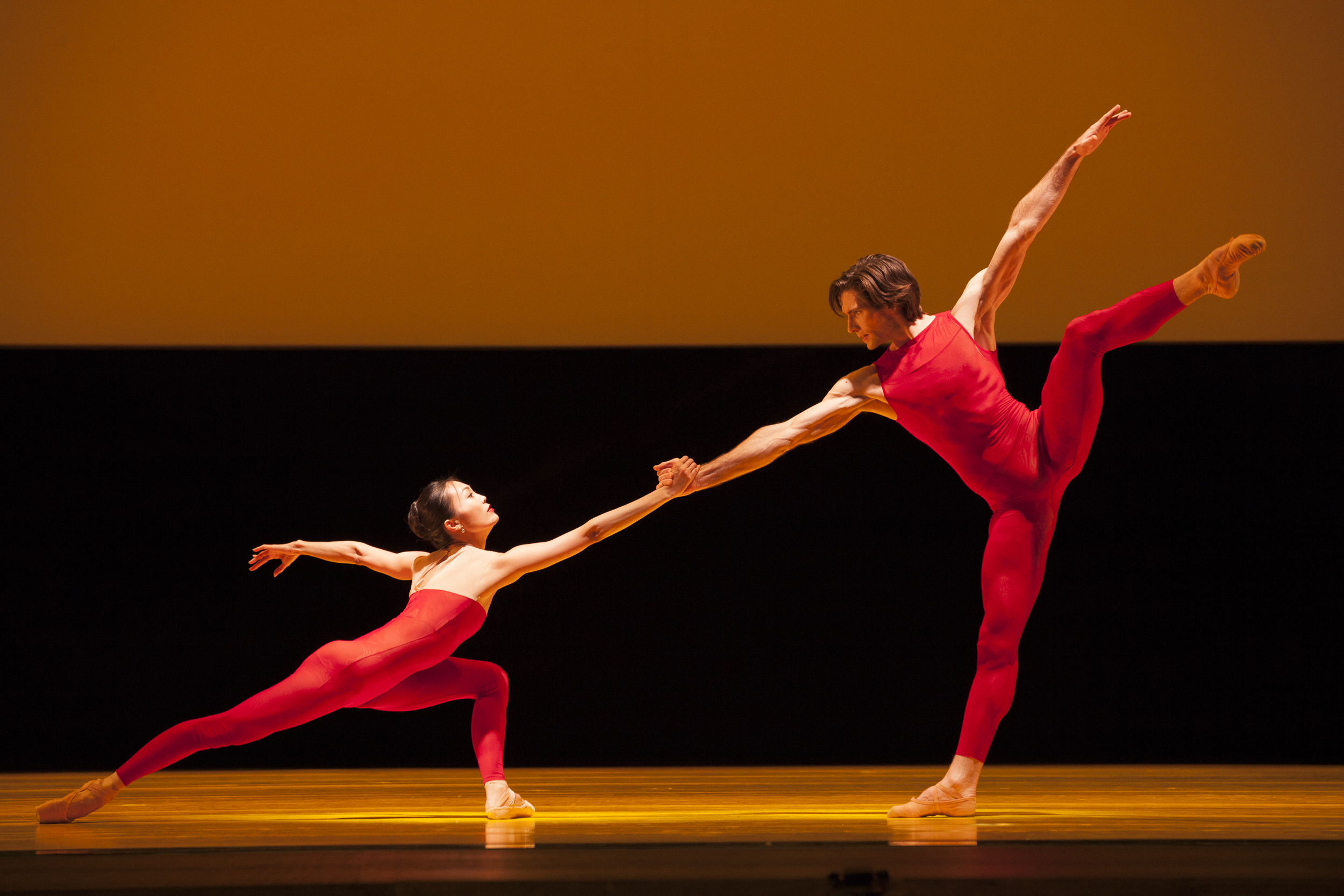
Theater. Ballett „Boléro“, Aufführung des Polnischen Nationalballetts.

Jedes Theatergenre besitzt spezifische Merkmale in Bezug auf Charaktere, Handlung und Inszenierung. Beispiele sind Absurdes Theater, Ballett, Boulevardtheater, Musical, Schwank, Singspiel, Tragödie oder Varieté.

## Funktionen und Bedeutung von Genres
Genres erfüllen mehrere wichtige Funktionen:
1. Orientierung: Die Klassifizierung hilft, einen Überblick zu erhalten oder künstlerische Werke zu finden.
2. Erwartungen: Genres benennen Kriterien, um Erwartungen zu beeinflussen, die das Erleben und Interpretieren eines Werkes erleichtern. In einem Krimi erwarten die Lesenden zum Beispiel ein Verbrechen.
3. Marketing: Für Produzentinnen und Vermarkter erleichtern Genres die Zielgruppenansprache und die Platzierung von Werken am Markt.
4. Kreativität: Genres bieten Kunstschaffenden Rahmenbedingungen, innerhalb derer sie kreativ arbeiten können. Die strikten Genregrenzen können erweitert werden und als Ausgangspunkt für Innovationen und Experimente dienen.

## Subgenres
Oftmals werden Genres in Subgenres (auch Kategorien, Strömungen, Untergenres; von lateinisch sub: unter) weiter spezifiziert. Dies führt häufig zu weitreichenden Verästelungen. Bei dem Musikgenre Rock findet sich zum Beispiel das Subgenre Heavy Metal, das wiederum dem Thrash Metal und dem Brutal Thrash Metal übergeordnet ist. In der bildenden Kunst gibt es zum Genre Porträt das Subgenre Heiligenbildnis, das wiederum dem Votivbild und dieses der Ikone übergeordnet ist.

## Veränderungen
→ Siehe auch: Genre-Theorie
Definition, Klassifikation und Relevanz von Genres unterliegen einem stetigen Wandel. Das liegt daran, dass sich historische, kulturelle und soziale Bedingungen ständig verändern. Auflistungen von Genres und Subgenres sind selten gleich. In jeder weiteren Veröffentlichung finden sich neue Genres und andere Unterteilungen. Das liegt zum großen Teil daran, dass die Kriterien für die Klassifizierung unterschiedlich sind. Aber trotz ihrer Dynamik und Wandelbarkeit bleiben Genres ein zentrales Element in der Kunst- und Kulturtheorie.

## Gattung und Genre
Gattungen und Genres dienen beide dazu, künstlerische Werke zu klassifizieren. Häufig wird die Gattung als eine übergeordnete, umfassendere Kategorie benannt, der sich mehrere Genres bzw. Untergattungen zuordnen lassen. Im Bereich des Films ist zum Beispiel der Spielfilm eine Gattung und die Genres Abenteuerfilm, Fantasy oder Komödie sind untergeordnet. Aber im englisch- und französischsprachigen Raum werden Genre und Gattung weitgehend synonym gebraucht. Auch in der deutschen Fachliteratur werden in neuerer Zeit beide Begriffe weitgehend synonym verwendet. So erscheint im Interesse einer internationalen Angleichung eine systematische Unterscheidung von Genre und Gattung in der deutschsprachigen Verwendung tendenziell überholt.